# Buono! ライブ 2017 〜Pienezza!〜
『Buono! ライブ 2017 〜Pienezza!〜』（ボーノ ライブ 2017 〜ピエネッツァ〜）は、Buono!のライブビデオ。2017年9月13日にCOMPLETE BOX(初回生産限定盤Blu-ray)、Blu-ray、DVDを同日発売。

## 概要
2017年5月22日に横浜アリーナで行われたBuono!の10年間の集大成「Buono! ライブ 2017 〜Pienezza〜」を収録。このラストライブをもってBuono!は活動完了。

## 出演メンバー
Buono!
- リーダー ： 嗣永桃子
- サブリーダー ： 夏焼雅
- 給食係 ： 鈴木愛理

Dolce（ドルチェ）
- キーボード/バンドマスター/編曲 ： eji (現カムロバウンス(2010年～))
- ドラムス/カホン ： まいまい(今村舞) (元SUPER EGG MACHINE)
- ベース ： なおみち(岩崎なおみ)
- ギター ： まり-Ｐ(藤井万利子) (元SUPER EGG MACHINE) / けいちゃん(ひぐちけい) (元サンナナニ)

ゲスト
- ℃-ute
- カントリー・ガールズ
- PINK CRES.

## 収録内容
[本編]
1. OPENING VTR
2. 恋愛♥ライダー
3. Bravo☆Bravo
4. じゃなきゃもったいないっ!
5. VTR
6. VTR (PINK CRES.)
7. fun fun fun (PINK CRES.)
8. MC (PINK CRES.)
9. キレイ・カワイ・ミライ (PINK CRES.)
10. カントリー・ガールズ VTR
11. ピーナッツバタージェリーラブ (カントリー・ガールズ)
12. MC (カントリー・ガールズ)
13. リズムが呼んでいるぞ! (カントリー・ガールズ)
14. ℃-ute VTR
15. The Curtain Rises (℃-ute)
16. MC (℃-ute)
17. Kiss me 愛してる (℃-ute)
18. VTR
19. 泣き虫少年
20. JUICY HE@RT
21. ロッタラ ロッタラ
22. MC
23. メドレー(Café Buono!～Early Bird～こころのたまご～みんなだいすき～We are Buono!～Buono!のテーマ♡)
24. ロックの神様
25. MC
26. 夏ダカラ!
27. うらはら
28. Blue-Sky-Blue
29. VTR
30. 消失点 -Vanishing Point-(アコースティックVer.)
31. OVER THE RAINBOW(アコースティックVer.)
32. I NEED YOU(アコースティックVer.)
33. MC
34. Ice Mermaid
35. 初恋サイダー(Album version)
36. ワープ!
37. Independent Girl～独立女子であるために
38. カタオモイ。
39. DEEP MIND
40. MY BOY
41. ゴール
42. ENCORE：Last Forever
43. MC
44. ENCORE：Kiss!Kiss!Kiss!
45. ENCORE：ホントのじぶん
46. ENDING

COMPLETE BOX 初回生産限定盤(Blu-ray)特典
- MV集BD1枚
- 全リリース曲収録CD4枚
- ブックレット(写真集＋歌詞ブック)